# Елмајра (Мисури)
Елмајра (енгл. Elmira) град је у америчкој савезној држави Мисури.

## Демографија
По попису из 2010. године број становника је 50, што је 32 (-39,0%) становника мање него 2000. године.
| Група             | 2000.      | 2010.      |
| Белци             | 77 (93,9%) | 44 (88,0%) |
| Афроамериканци    | 0 (0,0%)   | 0 (0,0%)   |
| Азијати           | 0 (0,0%)   | 0 (0,0%)   |
| Хиспаноамериканци | 0 (0,0%)   | 4 (8,0%)   |
| Укупно            | 82         | 50         |